# Pauline Collins
Pauline Collins OBE (ur. 3 września 1940 w Exmouth) – brytyjska aktorka, nominowana do Oscara za rolę Shirley Valentine-Bradshaw w filmie Shirley Valentine.

## Wybrana filmografia
- 1989: Shirley Valentine − Shirley Valentine-Bradshaw
- 1992: Miasto radości − Joan Betel
- 1997: Rajska droga − Daisy 'Margaret' Drummond
- 1998−1999: Pani ambasador − Harriet Smith[1]
- 2009: Od czasu do czasu − Pani Tweedle
- 2011: Albert Nobbs − Pani Baker

## Nagrody
- Nagroda BAFTA Najlepsza aktorka: 1990 Shirley Valentine